# کپسیا
کپسیا (نام علمی: Kopsia) نام یک سرده از تیره خرزهره‌ایان است.